# 圣安德肋堂 (托莱多)

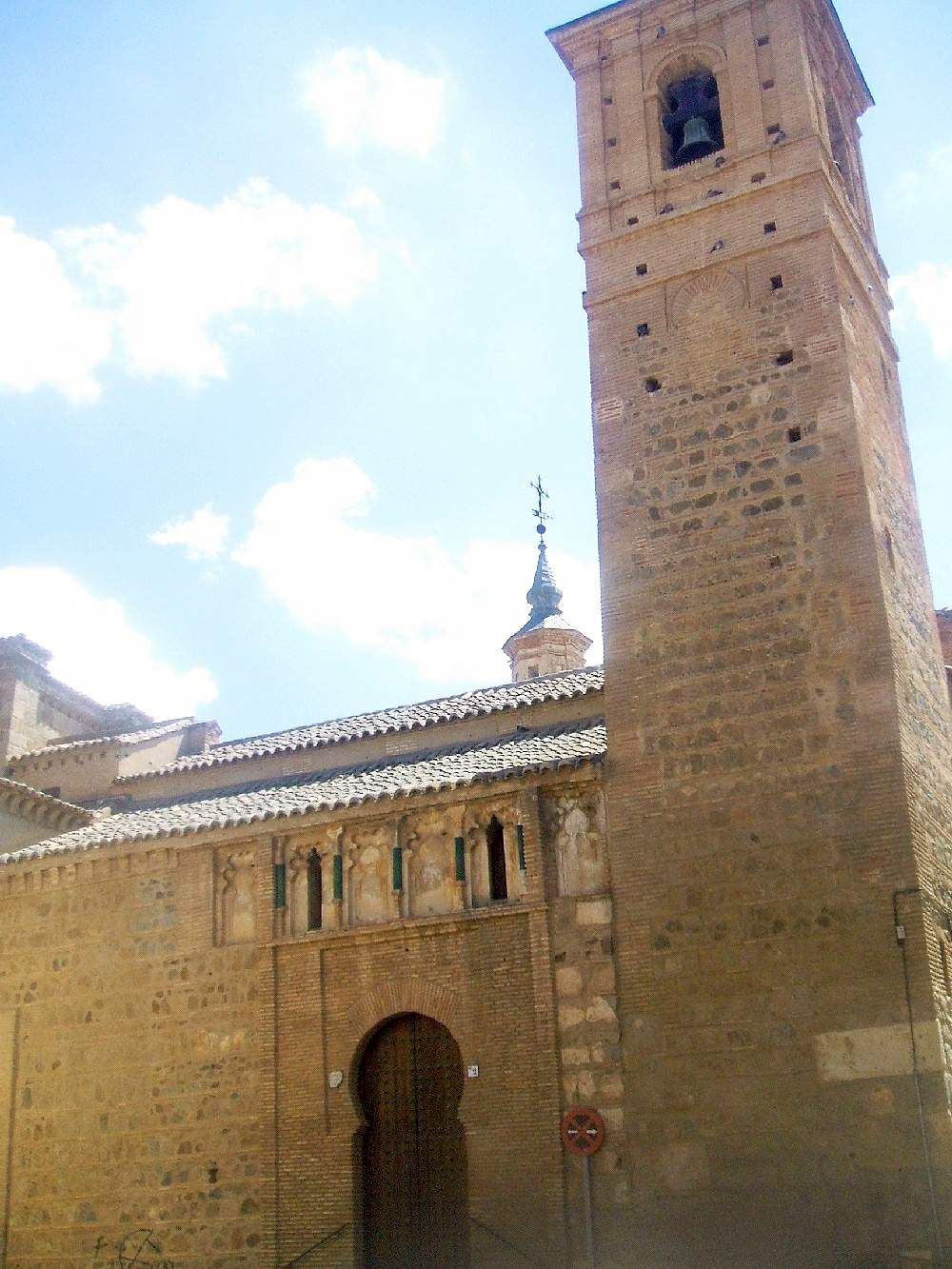

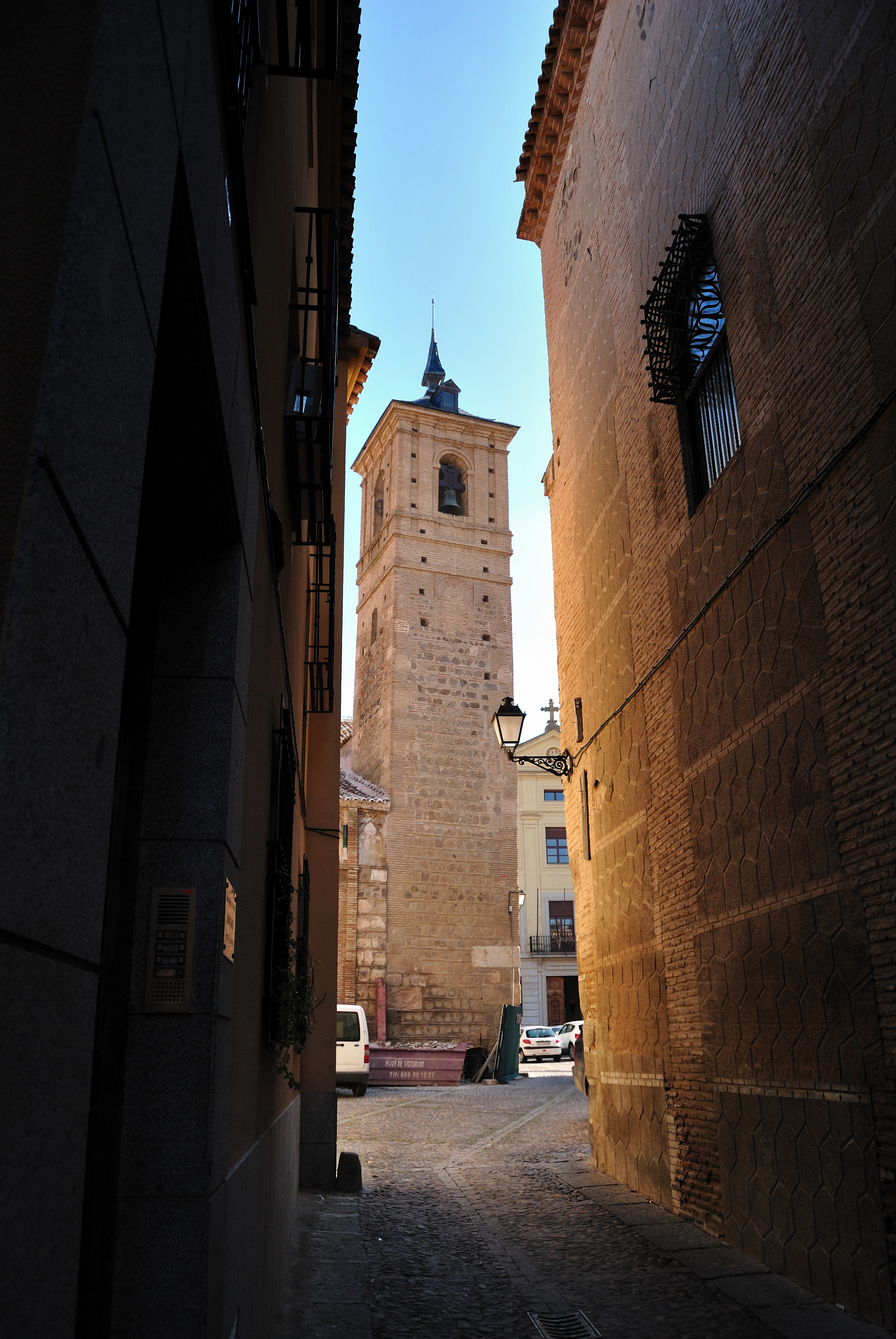

圣安德肋堂（Iglesia de San Andrés）是一座教堂，位于西班牙卡斯蒂利亚-拉曼查的托莱多市。
该堂混合了不同的风格，这在这个城市很常见。除了穆德哈尔和哥特式风格，在17世纪改造之后，还加上了巴洛克。在最后一次改建后，立面出现折衷主义的迹象。还发现了一个西哥特浮雕和两根西哥特壁柱。
如同托莱多大部分穆德哈尔教堂一样，它有一个简朴的立面。其正门在托莱多很独特，在门柱上有罕见的绿色小陶瓷，柱头是西哥特的。。

## 木乃伊
在这个教堂的墓穴里，有60具婴儿、公爵、修女和平民的木乃伊，保存状态良好，对游客开放。 